# Jacques Frijters

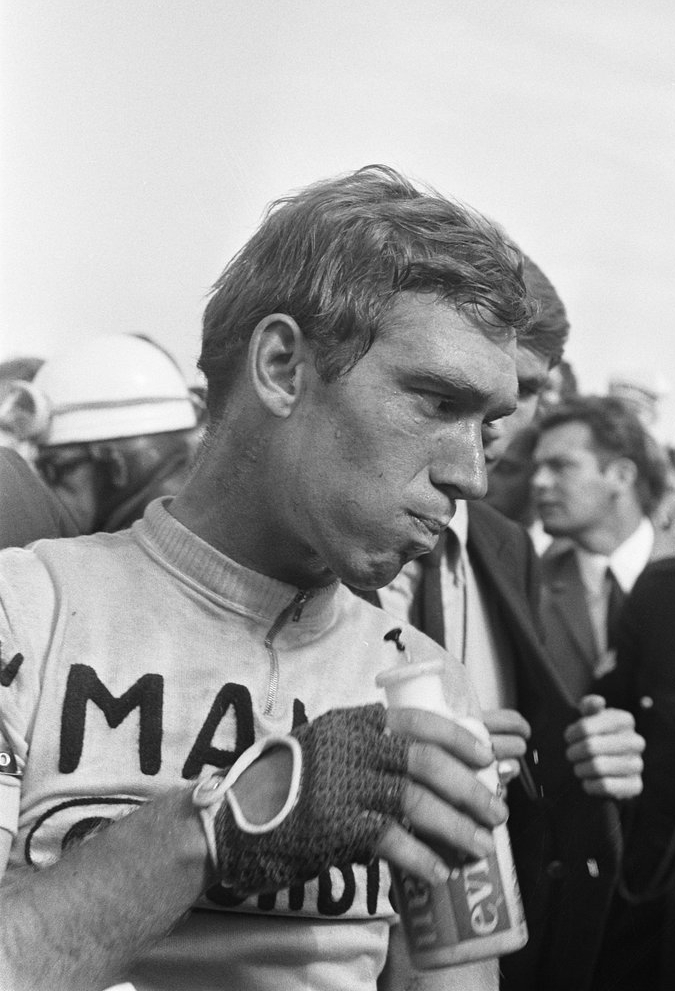
Jacques Frijters 1969

Jacques Frijters (* 22. Januar 1947 in Baarle-Nassau) ist ein ehemaliger niederländischer Radrennfahrer.

## Radsportkarriere
1968 machte Jacques Frijters schon als Amateur auf sich aufmerksam, besonders durch seinen Sieg beim Circuit des Mines. 1969 wurde er Profi und gewann schon im selben Jahr die Niederländische Straßenmeisterschaft. Da weitere Erfolge ausblieben, beendete Frijters seine Radsportkarriere schon 1971.